# Stéphane Lémeret

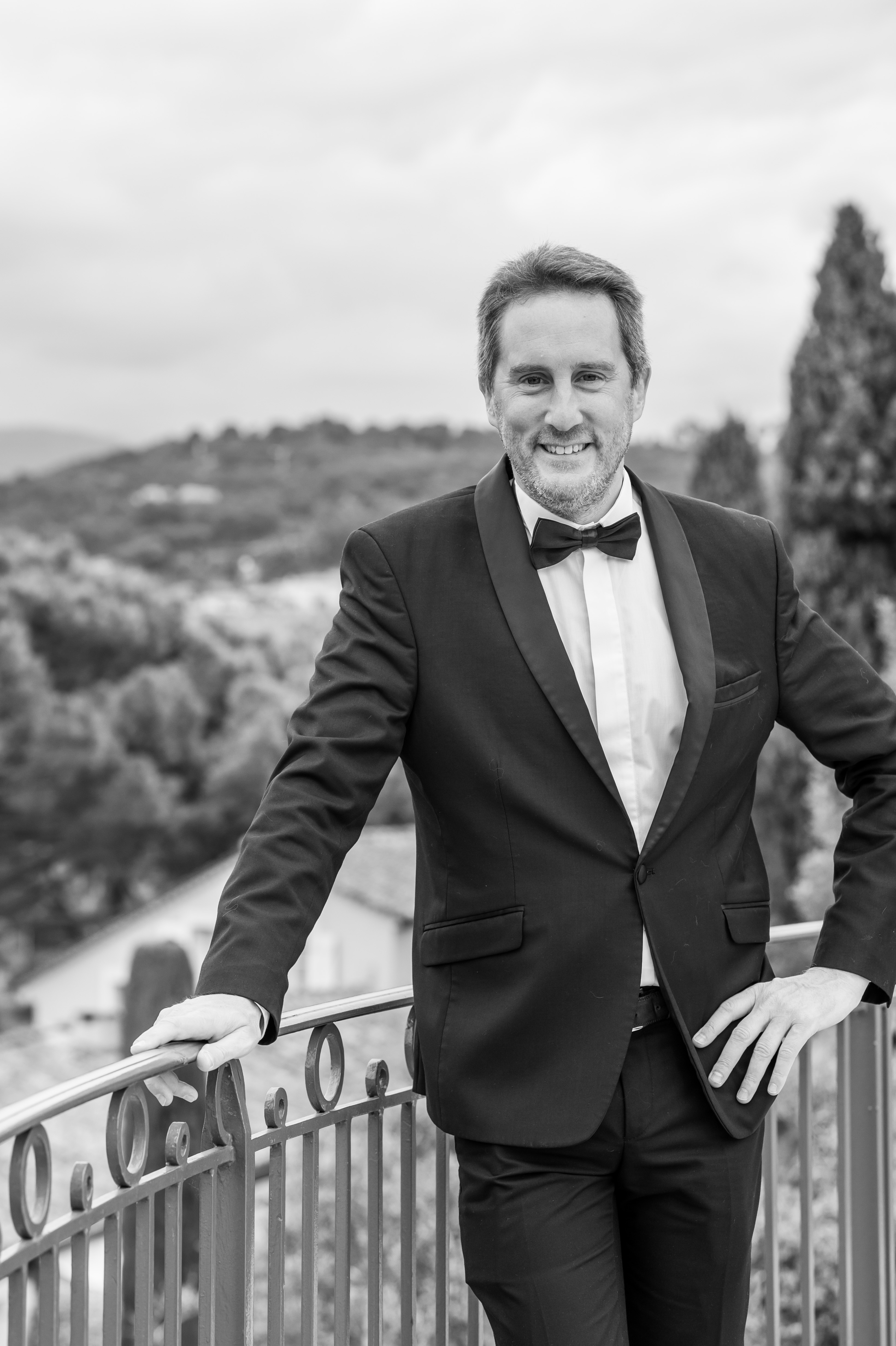
Stéphane Lémeret 2019

Stéphane Lémeret (* 4. September 1973 in Brüssel) ist ein belgischer Journalist und Autorennfahrer.

## Journalist
Im Brotberuf ist Stéphane Lémeret als Automobil- und Motorsport-Journalist tätig, z. B. mindestens 2012/2013 für das belgische Fachmedium Auto Hebdo.  Viele Jahre arbeitete er für die belgische Ausgabe von Auto Trends, machte Fahrzeugtests und berichtete von Motorsportveranstaltungen.

## Karriere als Rennfahrer
Die Rennkarriere von Lémeret begann 1996 beim 24-Stunden-Rennen von Spa-Francorchamps, wo er bis Ablauf der Saison 2017 20-mal am Start war. Viermal beendete er dieses 24-Stunden-Rennen unter den ersten drei. 2006 (mit Marcel Fässler, Jean-Denis Delétraz und Andrea Piccini im Aston Martin DBR9), 2008 (mit Miguel Ramos, Alexandre Negrão und Alessandro Pier Guidi im Maserati MC12) sowie 2009 (mit Pier Guidi, Carl Rosenblad und Vincent Vosse erneut im Maserati MC12) wurde er Gesamtzweiter. 2011 beendete er das Rennen mit den Partnern Kenneth Heyer und Thomas Jäger im Mercedes-Benz SLS AMG GT3 an der dritten Stelle der Endwertung.
Stéphane Lémeret ging viele Jahre in Markenpokalen und Tourenwagenserien an den Start. 1999 und 2000 gewann er die Gesamtwertung des belgischen Renault Clio Cup und 2016 die belgische Tourenwagen-Meisterschaft. Er fuhr viele Jahre Rennen in der European- und Asian Le Mans Series, den International GT Open und der Blancpain Endurance Series.
2017 startete er beim 24-Stunden-Rennen von Le Mans. Das Rennen endete für ihn nach einem Unfall vorzeitig.

## Statistik

### Le-Mans-Ergebnisse
| Jahr | Team                  | Fahrzeug        | Teamkollege   | Teamkollege       | Platzierung | Ausfallgrund |
| ---- | --------------------- | --------------- | ------------- | ----------------- | ----------- | ------------ |
| 2017 | Dempsey-Proton Racing | Porsche 911 RSR | Klaus Bachler | Khaled Al Qubaisi | Ausfall     | Unfall       |